# Allsvenskan de 1984
A Primeira Divisão do Campeonato Sueco de Futebol da temporada 1984, denominada oficialmente de Allsvenskan 1984, foi a 60º edição da principal divisão do futebol sueco. O campeão foi o IFK Göteborg que conquistou seu 6º título na história da competição.

## Classificação final
| Pos. | Equipe         | J  | V  | E  | D  | GP | GC | Pts | SG  |
| ---- | -------------- | -- | -- | -- | -- | -- | -- | --- | --- |
| 1    | IFK Göteborg   | 22 | 14 | 4  | 4  | 43 | 19 | 32  | +24 |
| 2    | AIK Fotboll    | 22 | 12 | 7  | 3  | 28 | 12 | 31  | +16 |
| 3    | Malmö FF       | 22 | 11 | 5  | 6  | 47 | 24 | 27  | +23 |
| 4    | Hammarby IF    | 22 | 11 | 4  | 7  | 42 | 30 | 26  | +12 |
| 5    | IFK Norrköping | 22 | 8  | 8  | 6  | 33 | 30 | 24  | +3  |
| 6    | IK Brage       | 22 | 7  | 6  | 9  | 21 | 25 | 20  | -4  |
| 7    | Kalmar FF      | 22 | 5  | 10 | 7  | 17 | 25 | 20  | -8  |
| 8    | Halmstads BK   | 22 | 7  | 5  | 10 | 18 | 26 | 19  | -8  |
| 9    | Örgryte IS     | 22 | 5  | 7  | 10 | 24 | 36 | 17  | -12 |
| 10   | Östers IF      | 22 | 5  | 6  | 11 | 28 | 36 | 16  | -8  |
| 11   | IF Elfsborg    | 22 | 5  | 6  | 11 | 24 | 39 | 16  | -15 |
| 12   | Gefle IF       | 22 | 4  | 8  | 10 | 21 | 44 | 16  | -23 |

## Premiação
| Allsvenskan 1984                 |
| Sweden                           |
| -------------------------------- |
| IFK GÖTEBORG Campeão (6º título) |